# Király-erdő
A Király-erdő vagy Király-erdő-hegység (románul: Munții Pădurea Craiului) középhegység a romániai Bihar megye keleti részén, a Partiumban, az Erdélyi-középhegység északnyugati területén.

## Fekvése
A mintegy 1150 km²-nyi Király-erdő az Erdélyi-középhegység északnyugati vonulata, a Körösvidéki-hegységek egyik tagja. Északról a Sebes-Körös folyását követő Rév-Báródi-medence völgyülete választja el a Réz-hegységtől, nyugati előterében az Alföldre nyíló Királyerdőalja vagy Tasádfői-dombság terül el, déli szomszédságában pedig a Fekete-Körös által átszelt Belényesi-medence húzódik. Keletről a Jád patak völgyének tektonikus árka határolja, azon túl magasodik a nagyrészt Kolozs megyéhez tartozó Kalota-havas avagy Vigyázó-hegység.

## Földrajza

### Geológiai viszonyai
A karsztjelenségekben gazdag Király-erdő mészkőfennsíkjának mintegy kétharmadát három nagy ciklusban, a triász, a jura és a kréta során kialakult mezozóos üledékes kőzetek borítják. Alsó sorozatában szárazföldi és sekélytengeri konglomerátumok, homokkő és agyagpala található. A felsőbb rétegekben a zátony- és lagúnafejlődés során felhalmozódott karbonátos kőzetek találhatóak. A hegység geológiai korát tekintve keletről nyugat felé egyre recensebb keletkezésű, északkelet–délnyugati irányban húzódó vonulatokból áll. A legrégibb kialakulású sorozatok a Király-erdő keleti határánál, a Jád patak völgyénél figyelhetőek meg, ahol a triász kori alsóbb rétegekben vörös kvarchomok és zöldes-vöröses agyagpala, felette a gutensteini mészkő fekete, bitumenes változata, majd dolomit, valamint a középső triász anisusi és ladin, illetve a felső triász karni és nori emeleteihez köthető fehér mészkő húzódik. Ettől nyugatra a jura korban kialakult övezet húzódik, alsóbb rétegeiben liász korú kvarchomok és konglomerátum, felette homokos-márgás mészkő, a középső jurában kialakult oolitos mészkő, a felszínen pedig felső jurai fehér és szürke portlandi zátonymészkő található. A hegység legfiatalabb, kréta kori kőzetei építik fel a rendkívül változatos nyugati vonulatokat, ahol márga-, pala-, zátonymészkő-, mészkő-, homokkő- és konglomerátumsorozatok egyaránt megfigyelhetőek.
A negyedidőszakban további jelentős geomorfológiai változások zajlottak le a kainozoikumi eljegesedés során, amelyek a Király-erdő területének közel 40%-át borító karsztosodó kőzetek kialakulásához vezettek. A mészkő karsztosodásához és a barlangképződéshez két tényező járult hozzá jelentős mértékben. Egyfelől az eljegesedés időszakában – az alacsony tengerszint feletti magasság következményeként – aktív felszínalakító folyamatokkal jellemezhető periglaciális (jégkörnyéki) éghajlati viszonyok uralkodtak a vidéken, másfelől a tektonikus aktivitás során kialakultak azok a vetők és repedések, amelyek mentén a víz koncentráltan támadhatta meg a hegységalkotó kőzetet, a mészkövet. Az aprózódási és mállási termékek a szoliflukciós folyamatok nyomán kialakították a ma a sziklafalak lábánál elterülő törmeléktengereket. A földtörténeti jelenkorban a patakvölgyeket továbbmélyítő és -szabdaló hátráló erózió jellemző a Király-erdő felszínalakulására.

### Domborzata
Domborzatát tekintve a hegység – a földtörténeti szempontú tagoláshoz hasonlóan – három északkelet–délnyugati csapásirányú vonulatra osztható, amelyek közös jellemzője, hogy az ellaposodó hegygerincek voltaképpen karsztfennsíkokat, ún. planinákat alkotnak. A Jád és a Barátka patak által közrezárt keleti hegyvonulaton, valamint déli nyúlványában, a Kisbelényesi-hegycsoporton (Culmea Beiușele) találhatóak a Király-erdő legmagasabb hegycsúcsai: a Holdringató (Hodrângușa, 1027 m), a Belényesi-Magura (Măgura Beiușele, 1004 m), az Érett-hegy (Fața Arsă, 975 m), a Bot-hegy (Dealu Boții, 968 m), a Fácán-tető (Fața Movilelor, 959 m), a Nyers-kő (Piatra Acră, 954 m), a Botomlása (Dealu Frântura Boții, 925 m), a Ponor-hegy (Dealu Ponorului, 825 m), az Azúr-hegy (Dealu Arsurii, 790 m) stb.
A Király-erdő belső planináin már alacsonyabb csúcsok találhatóak, amelyek ritkán érik el a 800 méteres tengerszint feletti magasságot. Az Erdődámosi-kasztfennsík (Platou Damiș) jelentősebb magaslatai közé tartozik a Hátsó-tető (Măgura Dosului, 948 m), a Glimeia-hegy (841 m), az Ouaș-hegy (803 m), a Hăpătag-hegy (729 m), a Mező-hegy (Dealu Monii, 691 m). A Tízfalusi-karsztfennsíkon pedig a Karmazsin-hegy (Dealu Cărmăzanului, 856 m), a Rozs-hegy (Dealu Rujetu, 844 m), a Rönk-tető (Vârfu Runcului, 822 m), a Vörös-gerinc (Culmea Roșiorului, 751 m), a Kereszt-hegy (Dealu Crucii, 724 m), a Pap-hegy (Dealu Popii, 683 m) tartoznak a jelentősebb csúcsok közé.
A Király-erdőt karsztos felszíni formák, dolinák, szurdokok, zárt karsztos medencék barlangrendszerei teszik változatossá búvópatakjaival (eddig több mint hatvanat fedeztek itt fel) és több száz kisebb-nagyobb barlangjával.

## Nevezetességei

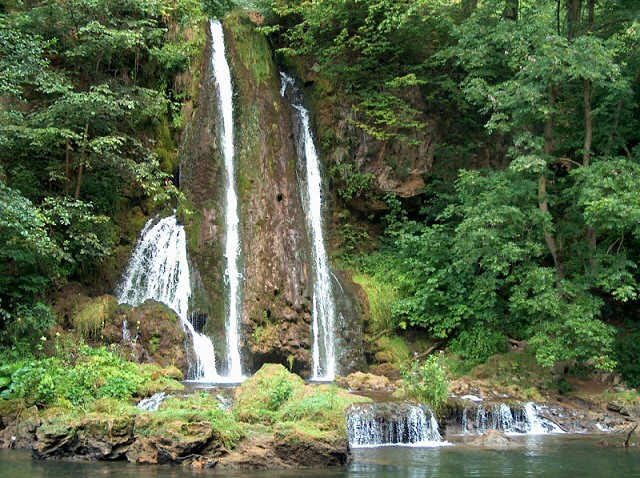
A révi vízesés

- Révi-sziklaszoros – magas, hófehér sziklafalairól és barlangjairól, valamint az itt található vízesésről és Tündérvárról nevezetes.
- Rév, Zichy-cseppkőbarlang
- Vársonkolyos, Nagy Magyar-barlang – a Méhsed folyó völgyének bejáratánál fekszik, hossza 500 méter, s a hegység talán legnagyobb természetes ürege.
- Vársonkolyos, Szelek barlangja – Kelet-Európa leghosszabb barlangjának tartják, több mint 50 km hosszúságával.
- Vércsorog és környéke – érdekes karsztjelenségeivel és számtalan barlangjával.
- Tízfalusi-karsztfennsík, Révtízfalu – tipikus karsztvidéki látképpel
- Misid-völgy és barlangjai; Bíró Lajos-barlang, p. Moanei
- Erdődámosi-karsztfennsík – a Toaia-nyelő-rendszerrel
- Ökrök völgye – Ökrök vízesése
- Csarnóháza és barlangjai
- A Jád völgye – a DJ108J jelzésű úttal egészen Biharfüredig vezet. Útközben számtalan látnivaló van vízesések és barlangok is többek között, és nem utolsósorban a Lesi-tó. Biharfüreden található a Csoda-forrás, ami tulajdonképpen a Jád patak forrása.
- Acre Polia – a hegység legnagyobb polje képződménye. A közelben található a hegység legmagasabb pontja, az 1027 m magas Holdringató.
- Lazuri-szoros, Solymos-völgy
- Biharrósa településen számtalan a látnivaló. Ilyen például a Fehérkő-szurdok sok barlangjával, vagy az Albioara-szoros.
- A Vida-tónál induló szoros rendszer; Vida-szoros, Holod-völgy a hegységben a leghosszabb és talán a legvadregényesebb is.
- Mézged és az itt található nagyon híres Mézgedi-cseppkőbarlang, vagy más néven Czárán-barlang.

## Külső hivatkozások
- Turistatérkép (románul)